# Борја
Борја је планина између Велике Усоре и Мале Усоре у Републици Српској, БиХ. Налази се између општине Котор Варош и општине Теслић. Велика Усора (и њена притока Пенава) захвата Борје са југозапада, југа и истока, а Мала Усора (и њена притока Усорица) са северозапада, севера и североистока. Борја је углавном изграђена од магматских стена (ултрамафити, габроперидотити).
Највиша је у северозападном делу, где је и њен највиши врх Велика Руњевица (1.078 м). Има седам врхова преко 1.000 метара надморске висине: Ометаљка (1.005 м), Велики Тајан (1.008 м), Куке (1.020 м), Мала Руњевица (1.034 м), Коминови (1.036 м), Борачки Комин (1.038 м) и Велика Руњевица (1.078 м). Бројни су и врхови висине од 900 до 1.000 м.
Воде с Борја теку у Велику и Малу Усору. Пошто су падине према Малој Усори блаже, њене притоке су дуже од притока Велике Усоре. У Велику Усору с Борја теку Боровница, Кусачки поток, Гомјеница, a највећа њена притока је Узвинска река дугачка 11 километара. У Малу Усору теку Мала и Велика Остружница, Миљаковача и бројне мање притоке.
Планина Борја је богата шумом. У вишем делу готово да нема насеља, осим планинских села Борњаш и Китићи која се налазе на око 650 метара надморске висине. То је у основи питома планина са неколико висоравни од којих је највећа Милаковац са кога се при лепом времену види и Посавина. Ради експлоатавије шума, за време Аустроугарске изграђена је шумска пруга уског колосека Усора–Масловаре–Прибинић (41 км), с краком кроз долину Велике Усоре и Узвинске реке на саму планину. Шездесетих година су железничке пруге замењене путевима. Дрво с Борје се углавном прерађује у Теслићу.
Нека од насеља у непосредном подножју планине су Масловаре, Липље, Прибинић, Очауш.

## Галерија
- Типичан шумски пут и шума на Борјима
- Зеленик (909 мнв) и Дренова страна (967 мнв)
- Типични камени блокови на Борјима
- Плато Солила
- Мала Руњавица (1.034 мнв)
- Солила, споменик
- Мотел „Хајдучка вода„
- Типична борова шума на Борјима
- Извор Хајдучка вода
- Поглед на Велику Руњевицу са Борачког Комина